# Samoa Americane ai Giochi della XXXI Olimpiade
Le Samoa Americane hanno partecipato ai Giochi della XXXI Olimpiade di Rio de Janeiro, svoltisi dal 5 al 21 agosto 2016, con una delegazione composta di quattro atleti, tre uomini e una donna, in tre discipline: atletica leggera, judo e sollevamento pesi. Portabandiera alla cerimonia di apertura è stato il sollevatore Tanumafili Jungblut. Si è trattato della nona partecipazione di questo paese ai Giochi estivi. Non sono state conquistate medaglie.

## Atletica leggera
| Atleta        | Gara  | Preliminari | Preliminari | Batterie        | Batterie        | Quarti          | Quarti          | Semifinali      | Semifinali      | Finale          | Finale          |
| Atleta        | Gara  | Tempo       | Pos.        | Tempo           | Pos.            | Tempo           | Pos.            | Tempo           | Pos.            |                 |                 |
| ------------- | ----- | ----------- | ----------- | --------------- | --------------- | --------------- | --------------- | --------------- | --------------- | --------------- | --------------- |
| Isaac Silafau | 100 m | 11.51       | 5           | Non qualificata | Non qualificata | Non qualificata | Non qualificata | Non qualificata | Non qualificata | Non qualificata | Non qualificata |

| Atleta       | Gara  | Preliminari | Preliminari | Batterie        | Batterie        | Quarti          | Quarti          | Semifinali      | Semifinali      | Finale          | Finale          |
| Atleta       | Gara  | Tempo       | Pos.        | Tempo           | Pos.            | Tempo           | Pos.            | Tempo           | Pos.            |                 |                 |
| ------------ | ----- | ----------- | ----------- | --------------- | --------------- | --------------- | --------------- | --------------- | --------------- | --------------- | --------------- |
| Jordan Mageo | 100 m | 13.72       | 6           | Non qualificata | Non qualificata | Non qualificata | Non qualificata | Non qualificata | Non qualificata | Non qualificata | Non qualificata |

### Judo
Maschile
| Atleta              | Evento | Preliminari          | 16-esimi                        | Ottavi               | Quarti               | Semifinali           | Ripescaggio          | Med. bronzo          | Finale               | Posizione |  |
| ------------------- | ------ | -------------------- | ------------------------------- | -------------------- | -------------------- | -------------------- | -------------------- | -------------------- | -------------------- | --------- |  |
| Atleta              | Evento | Avversario Risultato | Avversario Risultato            | Avversario Risultato | Avversario Risultato | Avversario Risultato | Avversario Risultato | Avversario Risultato | Avversario Risultato | Posizione |  |
| Benjamin Waterhouse | −73 kg | Bye                  | Repiyallage (SRI) P (0000-0101) | non qualificato      | non qualificato      | non qualificato      | non qualificato      | non qualificato      | non qualificato      | 17        |  |

### Sollevamento pesi
Maschile
| Atleta              | Evento | Strappo   | Strappo    | Slancio   | Slancio    | Totale | Classifica |
| Atleta              | Evento | Risultato | Classifica | Risultato | Classifica | Totale | Classifica |
| ------------------- | ------ | --------- | ---------- | --------- | ---------- | ------ | ---------- |
| Tanumafili Jungblut | -94 kg | 141 kg    | =—         | —         | =—         | —      | —          |